# Manuel Rui Monteiro
Manuel Rui Monteiro, född 1941 i Huambo i Angola, är en angolansk författare, jurist och politiker. Han har en juridisk examen från universitetet i Coimbra i Portugal. Han var medlem av övergångsregeringen 1974 och domare i en rättegång om utländska legosoldater som deltagit på Portugals sida i inbördeskriget.
Rui Monteiro gav först ut två diktsamlingen men genombrottet kom med novellsamlingen "Regresso adiado" 1974.

## Biografi
Manuel Rui Monteiro föddes i Nova Lisboa. Efter grundskolan skickades han till Portugal och studerade juridik vid universitet i Coimbra.

## Verk översatta till svenska
- Jag ville jag vore en våg: en svinhistoria från Angola, 1989, med teckningar av Alceu Saldanha Coutinho (Quem me dera ser onda 1982)